# Arrondissement de Saint-Malo

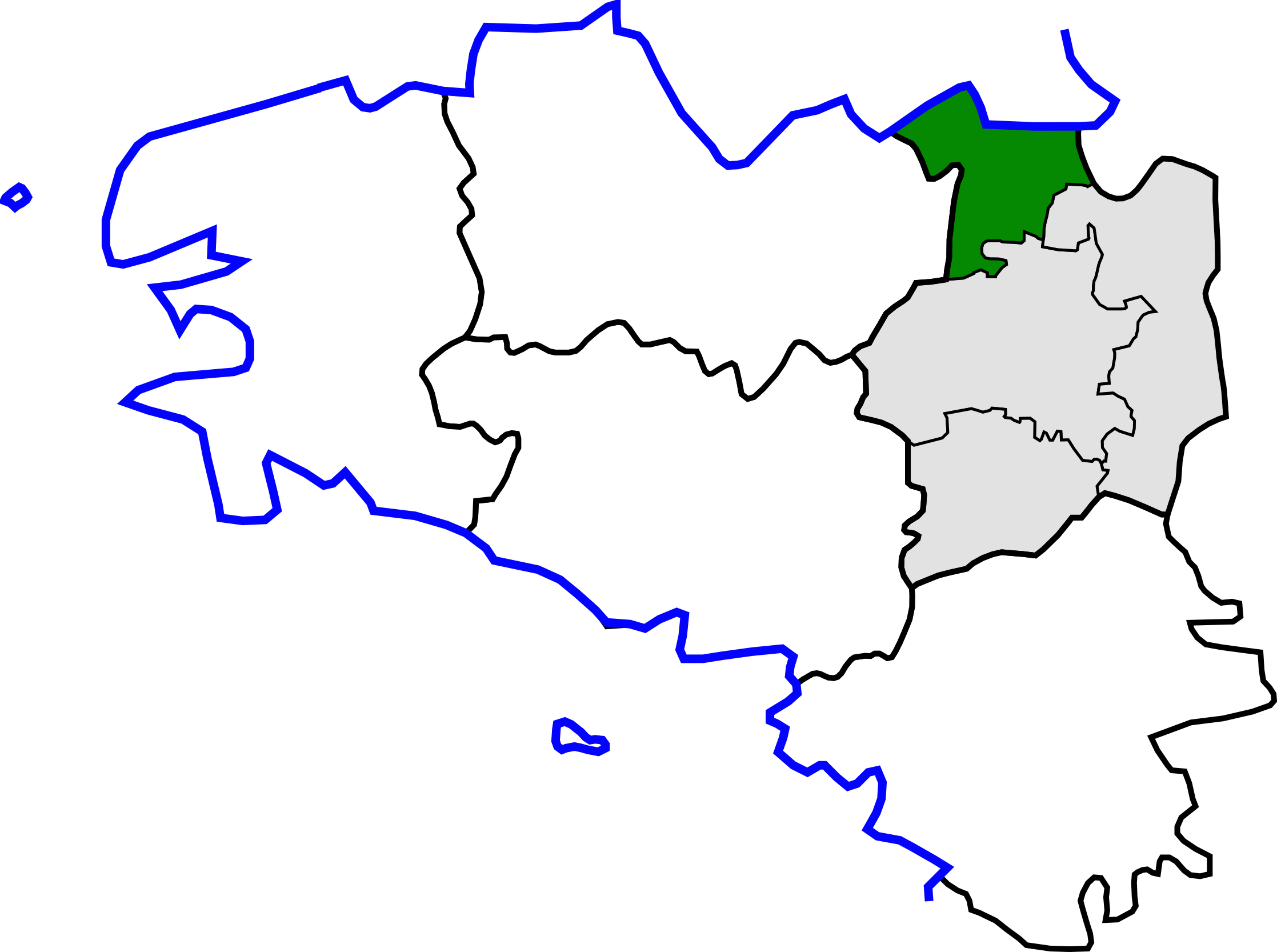
Situation du territoire de l’arrondissement.

L'arrondissement de Saint-Malo est une division administrative française, située dans le département d'Ille-et-Vilaine et la région Bretagne.

## Composition

### Composition jusqu'en 2016
Liste des cantons de l'arrondissement de Saint-Malo (découpage d'avant 2015) :
- canton de Cancale ;
- canton de Châteauneuf-d'Ille-et-Vilaine ;
- canton de Combourg ;
- canton de Dinard ;
- canton de Dol-de-Bretagne ;
- canton de Pleine-Fougères ;
- canton de Saint-Malo-Nord ;
- canton de Saint-Malo-Sud ;
- canton de Tinténiac.

### Composition depuis 2017
Depuis 2015, le nombre de communes des arrondissements varie chaque année soit du fait du redécoupage cantonal de 2014 qui a conduit à l'ajustement de périmètres de certains arrondissements, soit à la suite de la création de communes nouvelles. Le nombre de communes de l'arrondissement de Saint-Malo est ainsi de 63 en 2015, 63 en 2016, 70 en 2017 et 68 en 2019.
La composition de l'arrondissement est modifiée par l'arrêté du 23 décembre 2016 prenant effet au 1er janvier 2017.
Au 1er janvier 2024, l'arrondissement groupe les 68 communes suivantes :
1. Baguer-Morvan
2. Baguer-Pican
3. La Baussaine
4. Bonnemain
5. La Boussac
6. Broualan
7. Cancale
8. Cardroc
9. La Chapelle-aux-Filtzméens
10. Châteauneuf-d'Ille-et-Vilaine
11. Cherrueix
12. Combourg
13. Cuguen
14. Dinard
15. Dingé
16. Dol-de-Bretagne
17. Epiniac
18. La Fresnais
19. La Gouesnière
20. Hédé-Bazouges
21. Hirel
22. Les Iffs
23. Lanrigan
24. Lillemer
25. Longaulnay
26. Lourmais
27. Meillac
28. Mesnil-Roc'h
29. Miniac-Morvan
30. Le Minihic-sur-Rance
31. Mont-Dol
32. Pleine-Fougères
33. Plerguer
34. Plesder
35. Pleugueneuc
36. Pleurtuit
37. Québriac
38. La Richardais
39. Roz-Landrieux
40. Roz-sur-Couesnon
41. Sains
42. Saint-Benoît-des-Ondes
43. Saint-Briac-sur-Mer
44. Saint-Brieuc-des-Iffs
45. Saint-Broladre
46. Saint-Coulomb
47. Saint-Domineuc
48. Saint-Georges-de-Gréhaigne
49. Saint-Guinoux
50. Saint-Jouan-des-Guérets
51. Saint-Léger-des-Prés
52. Saint-Lunaire
53. Saint-Malo
54. Saint-Marcan
55. Saint-Méloir-des-Ondes
56. Saint-Père-Marc-en-Poulet
57. Saint-Suliac
58. Saint-Thual
59. Sougeal
60. Tinténiac
61. Trans-la-Forêt
62. Trémeheuc
63. Trévérien
64. Trimer
65. Le Tronchet
66. Vieux-Viel
67. La Ville-ès-Nonais
68. Le Vivier-sur-Mer

## Démographie
En 2022, l'arrondissement comptait 173 375 habitants.
| 1968    | 1975    | 1982    | 1990    | 1999    | 2006    | 2011    | 2016    | 2021    |
| ------- | ------- | ------- | ------- | ------- | ------- | ------- | ------- | ------- |
| 121 911 | 124 113 | 128 782 | 134 965 | 141 115 | 150 249 | 153 627 | 165 866 | 172 030 |

| 2022    | - | - | - | - | - | - | - | - |
| ------- | - | - | - | - | - | - | - | - |
| 173 375 | - | - | - | - | - | - | - | - |

## Administration

La sous-préfecture inaugurée en 2010 (architectes : Véronique Feigel & Thierry Van de Wyngaert).

Sous-préfet de 1824 à 1826: Denis Charles Godefroy de Ménilglaise, précédemment sous-préfet de l'arrondissement de Doullens, nommé en 1826, sous-préfet de l'arrondissement de Valenciennes.
| Période          | Période           | Identité                 | Fonction précédente | Observation                                                           |
| ---------------- | ----------------- | ------------------------ | ------------------- | --------------------------------------------------------------------- |
| ...              | ...               |                          |                     |                                                                       |
| ca 1827          |                   | Du Bois Hamon            |                     |                                                                       |
| ...              | ...               |                          |                     |                                                                       |
| ...              | 1877              | M. Viard                 |                     | Mis en disponibilité                                                  |
| 1877             | ...               | Henri de Malherbe        |                     |                                                                       |
| ...              | ...               |                          |                     |                                                                       |
| ...              | 1903              | M. Collignon             |                     |                                                                       |
| 1903             | ...               | M. du Cheylard           |                     |                                                                       |
| 1908             | 1911              | Pierre Bertrand          |                     |                                                                       |
| 1911             | août 1918         | M. Revillod              |                     | Nommé préfet des Hautes-Alpes                                         |
| 1918             | ....              | Eugène Simoneau          |                     |                                                                       |
| ...              | 1922              | M. Georget               |                     |                                                                       |
| 1922             | novembre 1925     | M. Bouquet-Naud          |                     | Nommé secrétaire général à Constantine                                |
| ...              | ...               | M. Bouquet               |                     |                                                                       |
| ...              | 1926              | M. Comtet                |                     |                                                                       |
| 11 avril 1926    | octobre 1928      | Angelo Chiappe           |                     | Nommé préfet de l'Ardèche                                             |
| novembre 1928    | août 1929         | Jules Petitjean          |                     |                                                                       |
| septembre 1929   | 1940              | Abel Dumont              |                     |                                                                       |
| 1940             | 1941              | Jacques Onfroy           |                     |                                                                       |
| août 1941        | décembre 1941     | Jean Perreau-Pradier     |                     |                                                                       |
| 1941             | 1942              | M. Voyle                 |                     |                                                                       |
| 1942             | 1942              | Pierre Trouillé          |                     |                                                                       |
| 1942             | 1944              | M. Feld-Lebas            |                     |                                                                       |
| 1944             | ...               | Jean Levavasseur         |                     |                                                                       |
| ...              | novembre 1948     | M. Foulquier             |                     | Nommé au secrétariat général aux Affaires allemandes et autrichiennes |
| décembre 1948    | 1950              | Robert Letellier         |                     |                                                                       |
| 1950             | 1953              | M. Second                |                     |                                                                       |
| 1953             | 1954              | M. Jacquet               |                     |                                                                       |
| août 1954        | 1959              | Marcel Turon             |                     |                                                                       |
| 1959             | juin 1965         | Paul Cay                 |                     |                                                                       |
| juillet 1965     | décembre 1971     | Laurent Clément          |                     | Nommé préfet du Cantal                                                |
| mars 1972        | septembre 1975    | Jean Dominé              |                     | Nommé sous-préfet de Saint-Germain-en-Laye                            |
| 22 octobre 1975  | janvier 1979      | Claude Calinez           |                     | Nommé sous-préfet de Palaiseau                                        |
| 1979             | 1981              | Gérard Franc             |                     | Nommé directeur du cabinet du préfet de Paris                         |
| 1981             | septembre 1983    | Jacques Coëffe           |                     | Nommé sous-préfet de Cherbourg                                        |
| 1983             | mars 1990         | André Berhault           |                     | Nommé préfet                                                          |
| 1990             | 1990              | Jacques Lucéa            |                     |                                                                       |
| 1990             | 17 mars 1993      | Noël Fournier            |                     | Nommé sous-préfet de Montbéliard                                      |
| avril 1993       | 25 août 1995      | Yves Fauqueur            |                     | Nommé secrétaire général de la préfecture de la Somme                 |
| 4 septembre 1995 | juin 1998         | Nicolas Quillet          |                     | Nommé secrétaire général de la préfecture du Maine-et-Loire           |
| juillet 1998     | 14 septembre 2001 | Dominique Varangot       |                     | Nommé préfet hors cadre                                               |
| 9 octobre 2001   | 15 janvier 2005   | Henri Duhaldeborde       |                     | Nommé sous-préfet de Dieppe                                           |
| 7 février 2005   | 16 mai 2008       | Jean-Philippe Setbon     |                     | Nommé secrétaire général de la préfecture de la Vienne                |
| 7 juillet 2008   | 8 février 2011    | Jacques Havard-Duclos    |                     | Nommé sous-préfet de Chalon-sur-Saône                                 |
| mars 2011        | 19 août 2015      | François Lobit           |                     | Nommé sous-préfet du Havre                                            |
| 4 septembre 2015 | 12 juin 2018      | François-Claude Plaisant |                     | Nommé secrétaire général de la préfecture de Vendée                   |
| 9 juillet 2018   | 11 janvier 2022   | Vincent Lagoguey         |                     | Nommé préfet de Saint-Denis                                           |
| 7 mars 2022      | En cours          | Philippe Brugnot         |                     |                                                                       |